# Sese (architettura)

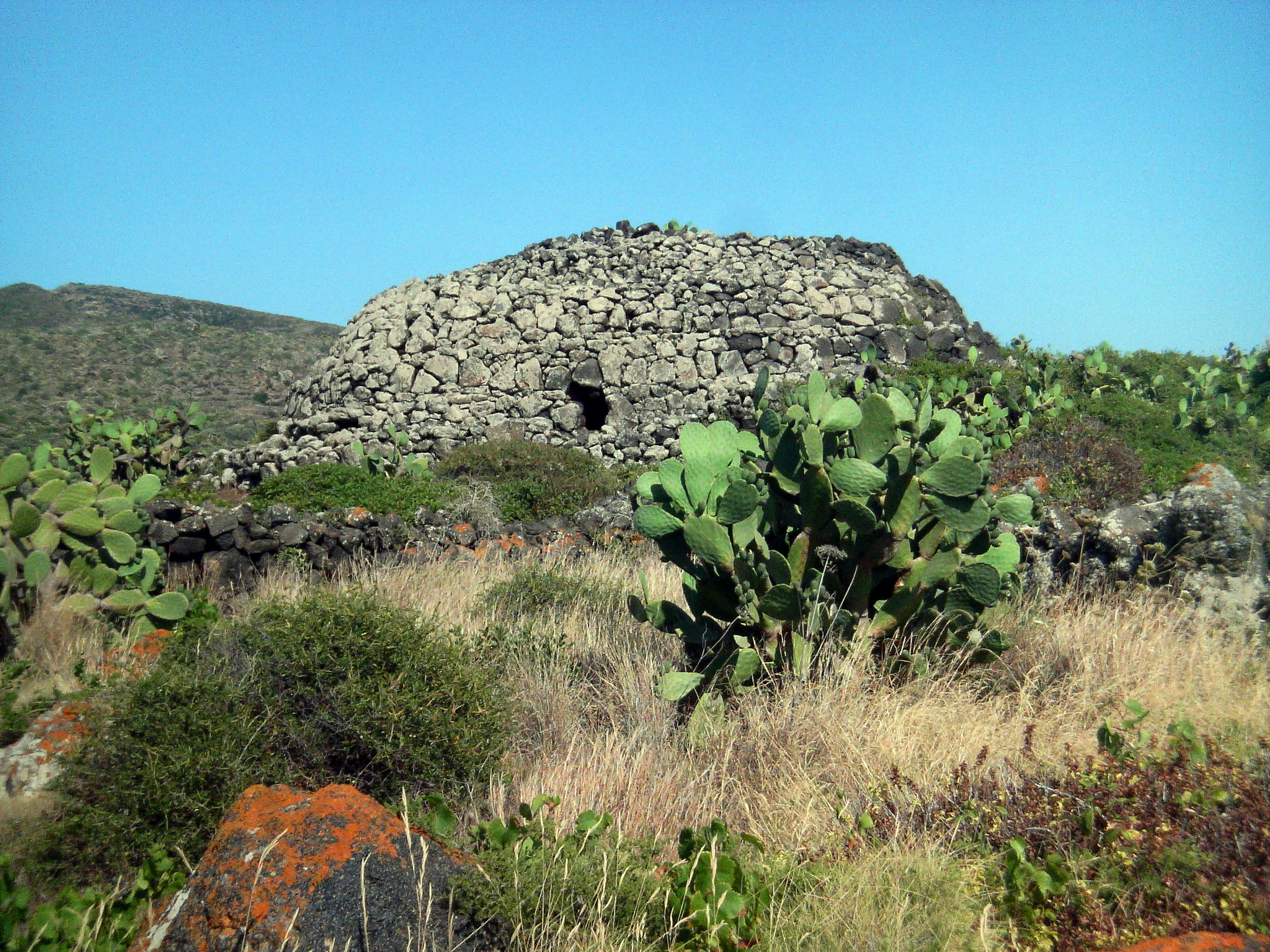
Il sese Grande

Il sese è un tumulo funerario megalitico, edificato nel II millennio a.C. sull'isola di Pantelleria dalla civiltà sesiota.

## Storia
Tutti i sesi conosciuti sono stati edificati nelle contrade Cimillia e Mursia, intorno ad un vasto abitato fortificato, nella porzione nord-occidentale dell'isola di Pantelleria.
Dopo i primi studi di Guido Dalla Rosa (1870) e Francesco Saverio Cavallari (1874), fu l'archeologo Paolo Orsi con una spedizione tra il 1894 e l'anno successivo, a dimostrare che i sesi erano tombe, sebbene il suo censimento e gli scavi condotti su alcuni monumenti non consentirono di rinvenire alcuna sepoltura integra. In anni recenti (1997-2008) le ricerche di Fabrizio Nicoletti e Sebastiano Tusa hanno permesso di individuare nuovi sesi, due dei quali hanno per la prima volta restituito deposizioni funerarie integre.
Sul suolo pantesco sono conosciuti circa cento sesi. 
Il maggiore è il cosiddetto sese Grande o sese del Re, alto 5,58 metri e con un diametro di 20 metri.

## Struttura
I sesi sono costruzioni megalitiche, di pianta circolare o ellittica, con spiccato a gradoni terminanti con una superficie pianeggiante o a calotta. Intorno al perimetro si trovano degli ingressi (da due a undici), ciascuno dei quali, attraverso un corridoio dolmenico rettilineo, conduce ad una cella a pianta circolare con spiccato a cupola ogivale, sede delle sepolture.
La tecnica costruttiva, che comprende una struttura a corridoio caratterizzata dalla netta prevalenza della muratura sullo spazio vuoto fruibile, trova confronti in Francia con alcuni tumuli databili al neolitico medio, quali quelli di La Nògue, La Noguette, in Calvadòs.